# Luigi Maglione
Luigi kardinál Maglione (2. března 1877, Casoria – 22. srpna 1944, Casoria) byl italský římskokatolický kněz, arcibiskup, kardinál, který v letech 1939–1944 zastával funkci vatikánského státního sekretáře.
Kněžské svěcení získal v roce 1901. Působil jako duchovní v rodné neapolské arcidiecézi, později studoval opět v Římě. V letech 1908 až 1918 pracoval ve státním sekretariátu. Roku 1920 byl jmenován nunciem ve Švýcarsku, o šest let později působil ve stejné funkci ve Francii. Kardinálem byl jmenovaný v roce 1935. Účastnil se konkláve v roce 1939. Nový papež PIus XII. ho jmenoval státním sekretářem, kterým byl až do své smrti.